# Švarnas af Litauen
Švarnas eller Shvarn (ukrainsk: Шварно, russisk: Шварн, hviderussisk: Шварн), også kendt under sit kristne navn John (Ioann) var Storfyrste af Litauen (1267-1269), og Kniaz (dansk: prins) af Chełm (1264-1269).
Švarnas, søn af Daniel Romanovych af Halytsj-Volynia, blev gift med en datter af kong Mindaugas af Litauen i 1255 eller 1254 og blev efterfølgende involveret i interne litauisk stridigheder. I 1262 hjalp han den litauisk hær mod Masurien.
Efter sin fars død i 1264 arvede han Chełm. For at hjælpe Vaišvilkas, den yngste søn af Mindaugas, at hævne sin fars død og genvinde storfyrstetitlen, modtog Švarnas Nowogródek.
Da Vaišvilkas vendte tilbage til klosterlivet i 1267, blev Švarnas Storfyrste af Litauen, men blev snart væltet af Traidenis. Švarnas døde i 1269 eller 1271 og blev begravet i Chełm, Polen.